# Stazione di Sagami-Ōno
La stazione di Sagami-Ōno (相模大野駅?, Sagami-Ōno-eki) è una stazione ferroviaria di diramazione situata nel quartiere di Minami-ku della città di Sagamihara, nella prefettura di Kanagawa in Giappone. In questo punto si distacca la linea Odakyū Enoshima dalla linea principale delle Ferrovie Odakyū.

## Linee
Ferrovie Odakyū
● Linea Odakyū Odawara
● Linea Odakyū Enoshima

## Struttura
La stazione è realizzata in superficie, con due marciapiedi a isola con quattro binari adibiti al servizio viaggiatori, oltre a due per i treni passanti. Il fabbricato viaggiatori si trova sopra il piano del ferro, e integra un centro commerciale (Odakyu OX), un hotel e dei grandi magazzini.
| 1   | ● Linea Odakyū Enoshima |  | per Yamato, Fujisawa e Katase-Enoshima       |
| 2   | ● Linea Odakyū Odawara  |  | per Odawara, Hakone-Yumoto e Katase-Enoshima |
| 3-4 | ● Linea Odakyū Odawara  |  | per Shunjuku e linea Chiyoda                 |

## Stazioni adiacenti
| «                     | Servizio                          | »                    |
| Linea Odakyū Odawara  | Linea Odakyū Odawara              | Linea Odakyū Odawara |
| --------------------- | --------------------------------- | -------------------- |
| Machida               | Locale Semiesp. sez. Semiespresso | Odakyū-Sagamihara    |
| Machida               | Espresso Rapido espresso          | Ebina                |
| Linea Odakyū Enoshima |                                   |                      |
| Machida               | Locale                            | Higashi-Rinkan       |
| Machida               | Espresso Rapido espresso          | Chūō-Rinkan          |